# Владислав Белый в Дижоне
«Владислав Белый в Дижоне» (пол. Władysław Biały w Dijon ) — картина польского художника Яна Матейко на исторический сюжет, созданная в 1867 году. Хранится в Музее Ягеллонского университета в Кракове.

## Описание
Художник почерпнул материал для картины в истории Польши XIV века. Центральный персонаж — Владислав Белый, представитель одной из младших ветвей династии Пястов. Он продал унаследованное от отца Гневковское княжество своему двоюродному брату Казимиру III, уехал во Францию и там постригся в монахи. В 1370 году, когда Казимир умер, не оставив сыновей, Владислав вернулся к мирской жизни и заявил о своих претензиях на польскую корону. Позже он отказался от прав на престол в обмен на крупные денежные выплаты.
На картине изображён тот момент, когда Владислав только что узнал о смерти Казимира. Он сидит на скамье в чёрном монашеском одеянии, держа в руке письмо, и в раздумьях смотрит перед собой. Слева стоит слуга, протягивающий своему господину меч.